# Georgette Verreth
Georgette De Tremmerie-Verreth is een gastpersonage uit de televisiereeks F.C. De Kampioenen. Georgette werd gespeeld door Jenny Tanghe en was te zien in 1990, 1992-1993, 1995-1998 en 2005-2006.

## Personage
Georgette De Tremmerie-Verreth of "ma DDT" was de bazige en strenge moeder van Dimitri De Tremmerie en oudtante van Pol De Tremmerie. Ma DDT was weduwe en een gepensioneerde schooldirectrice. Zowel Dimitri als Pol waren meermaals uit op haar geld.
Toen Dimitri nog naar school ging, bedreigde ze de directeur opdat hij hem ondanks slechte resultaten toch een diploma zou geven.
Toen haar zoon in de garage woonde kwam ze regelmatig langs. Soms omdat ze ziek was, andere keren omdat ze vond dat haar "Dimi'ke" maar eens moest trouwen en zij de juiste vrouw gevonden had.
In haar jeugd zat ze samen op school (in het Heilig Hartinstituut) met Amedee Crucke, de vader van Oscar. Amedee was verliefd op haar. In reeks 4 ontmoetten ze elkaar opnieuw en kregen ze een kortstondige relatie, dik tegen de zin van Oscar en Dimitri. Georgette vertrok, net als Amedee, naar Tenerife. Oscar was bang dat ze daar hun relatie nieuw leven in zouden blazen en reisde hen achterna. Dit was de reden voor het verdwijnen van Oscar uit de serie.
Na de arrestatie van Dimitri verkocht ze diens garage aan Bernard Theofiel Waterslaeghers, die er een restaurant van maakte. Nadien verdween ze enkele seizoenen uit beeld. Jaren later kwam ze plots onverwachts op bezoek bij Pol en Doortje en bleef ze er een tijdje logeren om te kunnen herstellen van een operatie, dit tot grote ergernis van Doortje. Toen ontmoette ze ook Fernand Costermans, die ondertussen op de plek woonde waar zich vroeger de garage van DDT bevond. Het klikte vrijwel onmiddellijk tussen de twee en Georgette kreeg zelfs gevoelens voor hem. Een tijdje later begon ze een relatie met hem. Fernand was echter enkel uit op haar geld en wanneer ze dit ontdekte, brak ze onmiddellijk met hem.
In reeks 20 (2010) wordt gezegd dat ma DDT intussen overleden is. Pol blijkt haar erfenis te hebben ingepikt, tot grote woede van Dimitri.
Ook in de derde en vierde film wordt naar haar verwezen door een foto in de garage van DDT.

## Afleveringen
- Reeks 1, Aflevering 12: Verkiezingen (1990)
- Reeks 3, Aflevering 7: Weekend aan zee (1992)
- Reeks 4, Aflevering 13: Love story (1993)
- Reeks 5, Aflevering 13: DDT getrouwd (1995)
- Reeks 7, Aflevering 2: Het schilderij (1996)
- Reeks 8, Aflevering 1: De verhuizing (1997)
- Reeks 8, Aflevering 10: De horoscoop (1998)
- Reeks 8, Aflevering 11: Het clubblad (1998)
- Reeks 8, Aflevering 12: De aanhouder wint (1998)
- Reeks 9, Aflevering 1: BTW inbegrepen (1998)
- Reeks 15, Aflevering 11: De getuigen (2005)
- Reeks 16, Aflevering 6: Een beetje verliefd (2006)

## Trivia
- Pol noemt Georgette "tante", wat aantoont dat Dimitri geen echte oom van hem kan zijn, anders zou Georgette zijn grootmoeder zijn. Later zegt Dimitri dat Pol zijn achterneefje is. Hierdoor is Georgette zijn "oudtante" of de echtgenote van de broer van de grootvader van Pol. Aangezien haar naam "Verreth", is Pol familie van DDT langs zijn vaders kant. Dus Georgette is aangetrouwde familie van Pol.
- Niettegenstaande in reeks 20 (2010) van de tv-serie wordt aangegeven dat Georgette intussen is overleden, duikt ze 11 jaar later (in 2021) nog op in de stripreeks in het album 116 De knecht van tante Eulalie. Ze verscheen eerder in de strips met flashbacks uit de jeugd van de Kampioenen.

## Uiterlijke kenmerken
- Bruin, krullend haar
- Blauwe ogen
- Streng voorkomen

## Catchphrases
- "Dimi'ke!"
- "Zal 't gaan ja!"
- "Ah neen hé!"
- "Zwijg!"